# Keeping Your Head Up
«Keeping Your Head Up» es un sencillo de la cantautora inglesa Birdy. Fue escrito por Wayne Hector, Steve Mac, y Birdy para su tercer álbum de estudio, Beautiful Lies (2016). La canción fue lanzada como el primer sencillo del álbum  el 1 de enero de 2016.

## Video musical
Un video musical fue lanzado por primera vez en Facebook el 28 de enero el año 2016 y un día después en YouTube con una longitud total de tres minutos y treinta y seis segundos. El vídeo comienza con Birdy acostada en la cama y mientras la cámara se acerca a su ojo, vemos lo que está en su mente. Los demonios y los ángeles en su camino, pero mantiene la cabeza en alto. Al final, el vídeo vuelve a la habitación donde todavía está acostada. El video fue dirigido por Chris Turner (Favourite Color Black).

## Posicionamiento

### Listas Semanales
| Lista (2016)                                | Mejor posición |
| ------------------------------------------- | -------------- |
| Austria (Ö3 Austria Top 40)                 | 54             |
| Bélgica (Flandes) (Ultratip Bubbling Under) | 3              |
| Bélgica (Valonia) (Ultratip Bubbling Under) | 11             |
| Francia (SNEP)                              | 153            |
| Alemania (Offizielle Deutsche Charts)       | 49             |
| Hungría (Rádiós Top 40)                     | 4              |
| Hungría (Single Top 40)                     | 25             |
| Indonesia (Creative Disc Top 50)            | 3              |
| Irlanda (IRMA)                              | 48             |
| Países Bajos (MegaCharts Single Tip)        | 2              |
| Escocia (Scottish Singles Sales Chart)      | 27             |
| Suiza (Schweizer Hitparade)                 | 65             |
| Reino Unido (UK Singles Chart)              | 57             |

## Fecha de lanzamiento
| Región      | Fecha              | Formato          | discográfica |
| ----------- | ------------------ | ---------------- | ------------ |
| Reino Unido | 1 de enero de 2016 | Descarga Digital | Atlantic     |